# Можга (Янаульський район)
Можга́ (рос. Можга, башк. Можға) — присілок у складі Янаульського району Башкортостану, Росія. Входить до складу Шудецької сільської ради.
Населення — 154 особи (2010; 155 у 2002).
Національний склад:
- удмурти — 86 %